# Molnbyskatten
Molnbyskatten är en vikingatida silverskatt bestående av 163 silvermynt som hittades i Molnby i Vallentuna kommun i oktober 2016. Skatten är en av de största som har hittats i Uppland.
Skatten hittades under arkeologiska undersökningar i Molnby i samband med konstruktionen av en ny depå för Roslagsbanan. Mynten är från 900-talet och kommer huvudsakligen från dagen Uzbekistan och Iran, men några även från dagens Ryssland. Mynten återfanns i ett gravröse och det är oklart varför skatten deponerats där. Efter konservering av mynten tillfaller de Kungliga myntkabinettet.